# Movado
Movado est une maison horlogère américaine, d'origine suisse, fondée par Achille Ditisheim en 1881.
Son modèle emblématique est la Museum Watch, un classique du design moderne, historiquement première montre dessinée par un designer et première montre exposée au Musée d'art moderne de New-York.

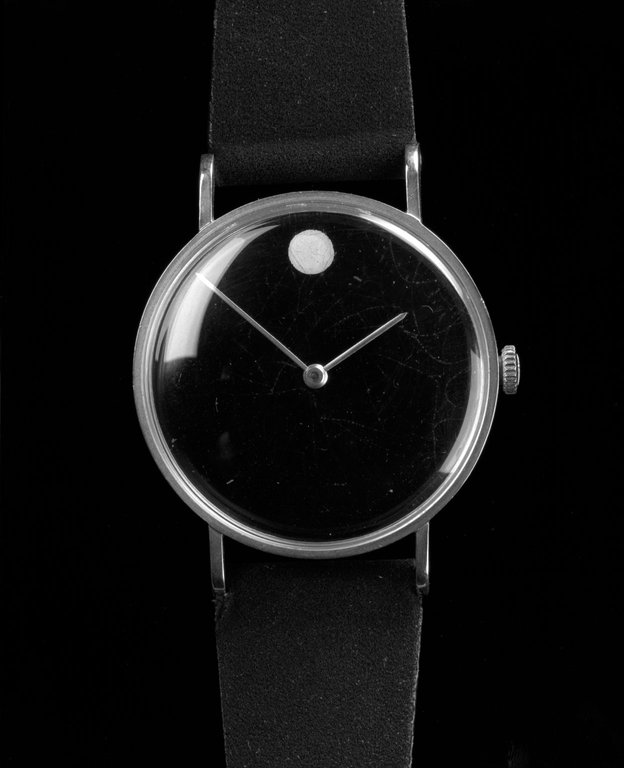
La Museum Watch.

Le groupe Movado Group, Inc. est propriétaire des marques Movado, Ebel, Concord, MVMT, Olivia Burton, et conçoit, fabrique et distribue sous licences les productions horlogères des marques Scuderia Ferrari, Coach, Hugo Boss, Lacoste, Juicy Couture et Tommy Hilfiger.

## Historique

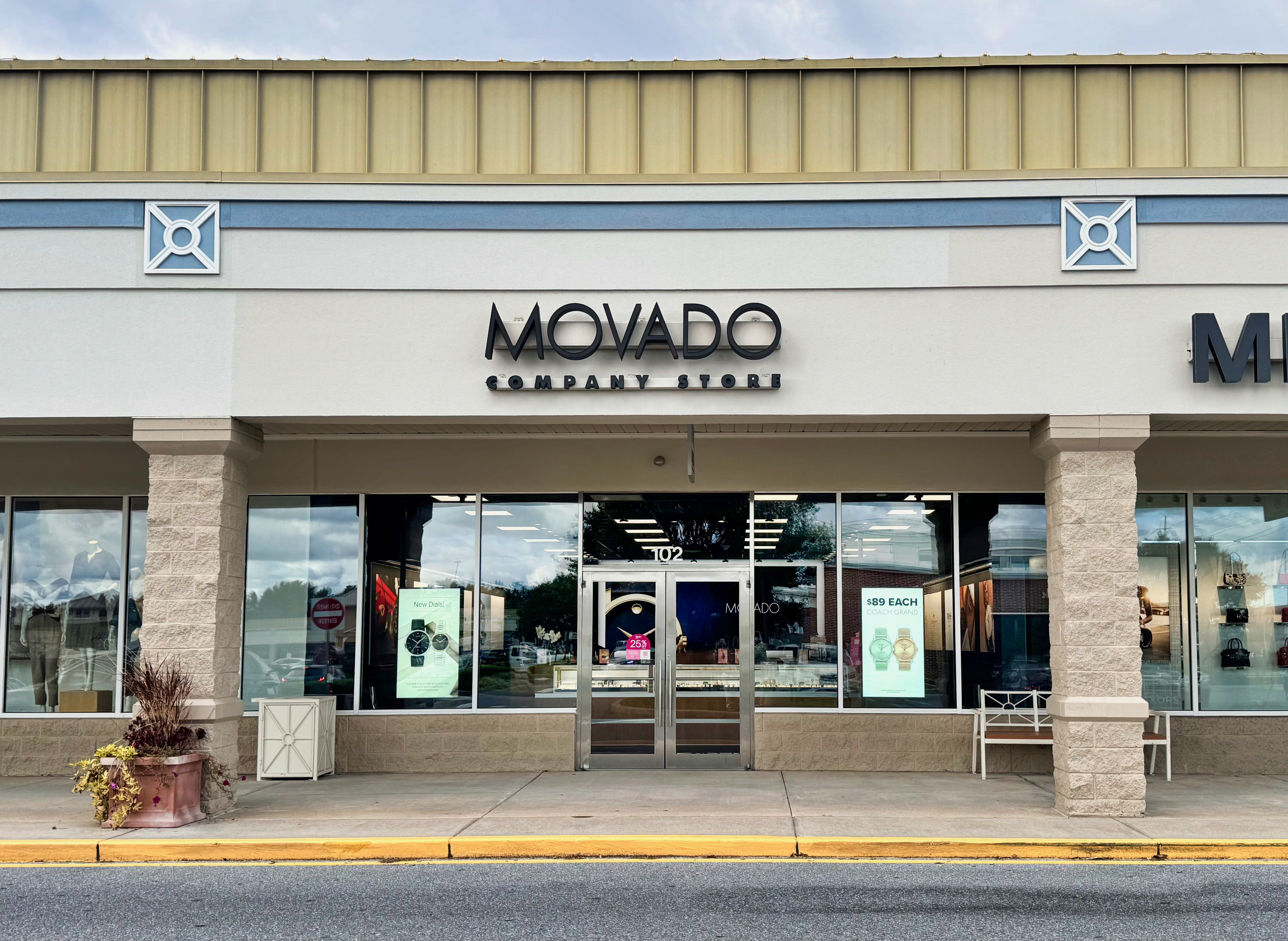
Un magasin de la société Movado dans le Delaware.

L’entreprise est fondée par Achille Ditesheim en 1881. La famille Ditesheim, une famille juive, fait partie du cercle de l'élite horlogère de La Chaux-de-Fonds et possède plusieurs entreprises dans le secteur.
En 1892, les frères Leopold, Achille, et Isidore combinent leurs entreprises distinctes pour créer "L.A. & I. Ditesheim, Fabricants". C’est une des premières fabriques modernes à la suite de la crise horlogère des années 1870. Cela marque le début de leur succès.
En l'espace de 20 ans, l’entreprise compte plus de 80 employés et est internationalement connue pour sa grande variété de montres de poche. L'entreprise commence à produire des montres-bracelets, et la société s'agrandit encore en 1905, comptant désormais plus de 150 employés. C'est à ce moment-là que la société est rebaptisée Movado, qui signifie « toujours en mouvement » en espéranto.
Ses premiers chronomètres sont produits en 1925 et les premières montres étanches en 1935. En 1946, Movado produit ses premières montres à calendrier et à mouvement automatique.
Movado a été rachetée par North American Watch Corp en 1983. À partir de cette date, le siège social de Movado Watch Company SA se trouve à Granges (Suisse).
En 1994, Movado ouvre son magasin représentatif au Rockefeller Center et y inclut un large éventail de montres anciennes de la Movado Corporate Collection. Deux ans plus tard, le 15 avril est officiellement annoncé le changement de la raison sociale de North American Watch Corporation en Movado Group Inc.
La cinquième boutique Movado ouvre ses portes en 1998. Elle se situe au Grand Canal Shoppes du centre commercial de l'hôtel The Venetian à Las Vegas.

## Musées exposant Movado
- Victoria and Albert Museum, Londres, Angleterre
- Sezon Museum of Art, Tokyo, Japon
- Staatliches Museum für angewandte Kunst "Neue Sammlung", Munich, Allemagne
- Museum Moderne Kunst, Vienne, Autriche
- Museo de Arte Moderno, Bogotá, Colombie
- Musée Boijmans Van Beuningen, Rotterdam, Pays-Bas
- Musée d'art contemporain de Caracas, Venezuela
- American Clock & Watch Museum, Bristol, Connecticut
- Museum of Decorative Art, Copenhague, Danemark
- Museum Beyer, Zurich, Suisse
- Finnish Museum of Horology, Helsinki, Finlande
- Museo de Bellas Artes, Bilbao, Espagne
- Kunstgewerbe Museum "Staatliche Museen Preussischer Kulturbesitz", Berlin, Allemagne
- Design Museum, Londres, Angleterre
- Kawasaki City Museum, Kawasaki, Japon
- Musée international d'horlogerie, La Chaux-de-Fonds, Suisse
- Museum Ludwig, Cologne, Allemagne
- Museum "Altes Zeughaus", Soleure, Suisse
- Deutsches Museum, Munich, Allemagne
- Movado Company Store Corporate Museum, New York, New York (États-Unis)